# Tatocnemis malgassica
Tatocnemis malgassica là loài chuồn chuồn trong họ Megapodagrionidae. Loài này được Kirby mô tả khoa học đầu tiên năm 1889.